# Puryear
Puryear est une municipalité américaine située dans le comté de Henry au Tennessee.
Selon le recensement de 2010, Puryear compte 671 habitants. La municipalité s'étend alors sur une superficie de 0,92 mille carré (2,38 km2).
À la fin du XIXe siècle, la localité est appelée Littleton, en l'honneur des propriétaires des lieux James T. et Lucretia Fitts Littleton. Lorsque le Louisville and Nashville Railroad rachète le chemin de fer local, en 1895, un nouveau toponyme est trouvé pour différencier le bourg de Littleton en Caroline du Nord, un autre arrêt de la compagnie. Le fils des Littleton propose alors le nom de famille de l'un de ses amis. Puryear devient une municipalité en 1909.